# Reka (Fluss)
Die Reka (slowenisch für ‚Fluss‘), weitere Bezeichnungen: Velika voda für den Quellbach, Kraška reka (Karst-Reka) ist ein Fluss in Kroatien, Slowenien und Italien, der 54 km oberirdisch und rund 35 km unterirdisch fließt und im Karst Sloweniens ein gewaltiges Höhlensystem geschaffen hat, die Škocjan-Höhlen (UNESCO Weltkultur- und Naturerbe).

## Lauf und Landschaft
Die Reka entspringt bei Klana in Kroatien nahe der Grenze zu Slowenien als Vela voda in einer Höhe von 720 m am Turkove škulje (oder als Račka močila am Vrh ogreje etwas südlich). An der kroatisch-slowenischen Landesgrenze wechselt der Name dann auf Reka.
Der Fluss fließt nun in nordwestlicher Richtung durch das Dolina Reke (Rekatal) zwischen dem Brkini-Hügelland südwestlich und dem Bergland des Snežnik (Krainer Schneeberg) nordöstlich. Sie durchfließt ab Zabice und Trbčane die etwa 15 km lange Talweitung von Ilirska Bistrica. Bei Topolc beginnt ein mäanderndes Engtal, die Reka passiert den Ort Prem, und es mündet von rechts der Mrzlak aus dem Kosanska dolina. Südlich der Vremščica, bei Famlje, weitet sich das Tal als Vramsko polje wieder, dann beginnt wieder ein Engtal.
Bei Škocjan versinkt die Reka in Schwinden und fließt über Wasserfälle und durch Klüfte durch die Škocjan-Höhlen. In 160 m Tiefe verschwindet sie in einem Höhlensee. Der weitere unterirdische Verlauf ist weitestgehend unbekannt. 33 km von der Flussschwinde der Reka, schon am Westende des Karst (Kras, Carso) in Italien, entspringt bei San Giovanni di Duino der Timavo als mächtige Karstquelle und mündet nach zwei Kilometern im Hafenkanal von Monfalcone ins Meer.